# Vịnh Algoa
Vịnh Algoa là một vịnh ở Đông Cape, Nam Phi. Nó nằm ở bờ biển phía đông, 425 dặm (683 km) về phía đông của Cape of Good Hope.
Vịnh Algoa được bao bọc ở phía tây bởi Mũi Recife và ở phía đông của Mũi Padrone. Vịnh sâu tới 436 m (1.430 ft). Thành phố cảng của Cảng Elizabeth nằm liền kề vịnh, cũng như cơ sở cảng nước sâu Coega mới.

## Lịch sử
Nhà thám hiểm người Bồ Đào Nha Bartolomeu Dias là người châu Âu đầu tiên đến vịnh Algoa vào năm 1488, nơi ông đã trồng một cây thánh giá bằng gỗ trên một hòn đảo nhỏ bây giờ gọi là đảo St Croix hoặc đảo Santa Cruz. Ông đặt cho vịnh một cái tên có nghĩa là "Vịnh đá", được đổi ở Bồ Đào Nha thành Bahía de Lagoa hoặc Vịnh đầm phá, và cuối cùng trở thành Vịnh Algoa.
Hải đồ của vịnh  cảnh báo các thủy thủ rằng "các vật phóng và các vật chứa mù tạt bị ăn mòn ở khu vực giữa Mũi St Francis và Đảo Chim đến độ sâu 400 m. Những người buôn bán nên thận trọng nhất. "
vũ khí hóa học đã bị đổ xuống vịnh sau hậu quả của Thế chiến II. Trong cuộc xung đột đó, Cảng Elizabeth đã được sử dụng làm nơi nghiên cứu, sản xuất và lưu trữ khí độc của quân Đồng minh. Tình trạng của các hộp và đạn hiện chưa được biết.